# Lijst van oorlogsmonumenten in Son en Breugel
De gemeente Son en Breugel heeft elf oorlogsmonumenten. Hieronder een overzicht.
| Nr.  | Object                                                                     | Herdachte groep                  | Ontwerper                    | Onthulling        | Type            | Locatie                                         | Plaats | Coördinaten                   | Foto                                                                       |
| ---- | -------------------------------------------------------------------------- | -------------------------------- | ---------------------------- | ----------------- | --------------- | ----------------------------------------------- | ------ | ----------------------------- | -------------------------------------------------------------------------- |
| 577  | Monument voor de 101ste Airborne Divisie                                   | geallieerde militairen           | Theo van Amstel              |                   | overig          | 17 Septemberplein, 5691 DG                      | Son    | 51° 30' 42" NB, 5° 29' 28" OL | Monument voor de 101ste Airborne Divisie                                   |
| 942  | Bevrijdingsboom                                                            | algemeen, geallieerde militairen |                              | 27 april 1996     | boom            | Karpatenlaan/Apennijnenlaan/Eiffellaan, 5691    | Son    | 51° 31' 27" NB, 5° 28' 22" OL | Bevrijdingsboom                                                            |
| 945  | Monument bij de Paulushoeve (1)                                            | geallieerde militairen           |                              |                   | plaquette       | Sonniuswijk 42, 5691 PE                         | Son    | 51° 31' 35" NB, 5° 27' 41" OL | Monument bij de Paulushoeve (1)                                            |
| 946  | Monument bij de Paulushoeve (2)                                            | geallieerde militairen           | W. van Overveld              |                   | beeld/sculptuur | Sonniuswijk 42, 5691 PE                         | Son    | 51° 31' 35" NB, 5° 27' 41" OL | Monument bij de Paulushoeve (2)                                            |
| 947  | Screaming Eagles Monument                                                  | geallieerde militairen           | Wim Stas                     | 4 mei 1962        | zuil            | Nieuwstraat 70, 5691 AG                         | Son    | 51° 30' 30" NB, 5° 29' 31" OL | Screaming Eagles Monument                                                  |
| 948  | Bevrijdingsmonument                                                        | geallieerde militairen           |                              | 17 september 1994 | plaquette       | Kanaalstraat, 5691 NA                           | Son    | 51° 30' 13" NB, 5° 29' 34" OL | Bevrijdingsmonument                                                        |
| 949  | De Parachutist                                                             | geallieerde militairen           | Jan van Gemert, Jan Lenssen  | 17 september 1964 | beeld/sculptuur | Europalaan, 5691 EL                             | Son    | 51° 31' 0" NB, 5° 29' 18" OL  | De Parachutist                                                             |
| 2099 | Vredeskapel                                                                | overig                           | Frans Berntsen (gedenkramen) |                   | kapel           | Beverlaan, 5691 GA                              | Son    | 51° 31' 2" NB, 5° 29' 31" OL  | Vredeskapel                                                                |
| 3360 | Voormalige Amerikaanse Militaire begraafplaats                             | geallieerde militairen, overig   |                              | 8 december 2006   | gedenksteen     | Rooyseweg                                       | Son    | 51° 32' 6" NB, 5° 29' 18" OL  | Voormalige Amerikaanse Militaire begraafplaats                             |
|      | Plaquette bij de Paulushoeve, E-company, 506th Parachute Infantry Regiment | geallieerde militairen           |                              |                   | plaquette       | Sonniuswijk 42, 5691 PE                         | Son    | 51° 31' 39" NB, 5° 27' 39" OL | Plaquette bij de Paulushoeve, E-company, 506th Parachute Infantry Regiment |
|      | Monument ter herdenking IXth Troop Carrier Command                         | geallieerde militairen           |                              |                   |                 | Sonniuswijk / Ockhuizenweg bij viaduct over A50 | Son    | 51° 31' 48" NB, 5° 28' 21" OL | Monument ter herdenking IXth Troop Carrier Command                         |

Alphen-Chaam ·
Altena ·
Asten ·
Baarle-Nassau ·
Bergeijk ·
Bergen op Zoom ·
Bernheze ·
Best ·
Bladel ·
Boekel ·
Boxtel ·
Breda ·
Cranendonck ·
Deurne ·
Dongen ·
Drimmelen ·
Eersel ·
Eindhoven ·
Etten-Leur ·
Geertruidenberg ·
Geldrop-Mierlo ·
Gemert-Bakel ·
Gilze en Rijen ·
Goirle ·
Halderberge ·
Heeze-Leende ·
Helmond ·
's-Hertogenbosch ·
Heusden ·
Hilvarenbeek ·
Laarbeek ·
Land van Cuijk ·
Loon op Zand ·
Maashorst ·
Meierijstad ·
Moerdijk ·
Nuenen, Gerwen en Nederwetten ·
Oirschot ·
Oisterwijk ·
Oosterhout ·
Oss ·
Reusel-De Mierden ·
Roosendaal ·
Rucphen ·
Sint-Michielsgestel ·
Someren ·
Son en Breugel ·
Steenbergen ·
Tilburg ·
Valkenswaard ·
Veldhoven ·
Vught ·
Waalre ·
Waalwijk ·
Woensdrecht ·
Zundert